# PolyGram
PolyGram va ser el nom que a partir de 1972 va usar una gran companyia gravadora discogràfica que van crear Philips Records i Deutsche Grammophon per als seus interessos musicals. En 1998, va ser venuda a Seagram i absorbida dins del grup Universal Music Group.

## Hollandsche Decca Distributie (HDD), 1929-1950
En 1929, Decca Records (Londres) va atorgar una llicència de distribuïdor a H.W. van Zoelen, amo d'un negoci als Països Baixos. Per a 1931, la seva empresa, la Hollandsche Decca Distributie (HDD) s'havia convertit en un distribuïdor exclusiu de Decca per a Holanda i les seves colònies. Durant la dècada de 1930, HDD va construir les seves pròpies instal·lacions per a A&R, enregistrament i fabricació.
Durant la Segona Guerra Mundial els negocis de HDD van florir a causa de l'absència de competència nord-americana i anglesa. Van Zoelen li va proposar a Philips que li comprés HDD de manera tal que HDD tingués un bon suport quan tornés la competència, i en 1942 Philips va comprar HDD.
Per a aquesta època, la majoria de les grans empreses discogràfiques fabricaven tant gramòfons com discos; el director executiu de Philips Anton Philips s'havia adonat que era arriscat fabricar gramòfons sense tenir interessos en l'enregistrament de música i la fabricació de discos, i que aquesta era la raó per la qual la Radio Corporation of America (RCA) s'havia fusionat amb la Victor Talking Machine Company en 1929. A més, en els laboratoris de Philips, es trobava avançades les recerques sobre cintes magnètiques i discos de llarga durada, i, en aquest sentit, una companyia d'enregistrament podria servir de suport per a nous formats i suports, particularment quan les altres companyies d'enregistrament no mostraven gran entusiasme pels nous formats.
En concloure la guerra, Philips va construir una gran fàbrica a Doetinchem per a fabricar discos de 78 rpm.

## Philips Phonografische Industrie (PPI), 1950-1962
Per a la dècada de 1940, el negoci d'enregistrament estava molt disgregat a Philips: recerca en els laboratoris d'Eindhoven, desenvolupament en altres instal·lacions en Eindhoven, enregistrament en Hilversum, fabricació a Doetinchem, distribució des d'Amsterdam i exportacions des de Eindhoven. Durant finals de la dècada de 1940, Philips va combinar els seus diversos negocis relacionats amb la música en la Philips Phonografische Industrie (PPI), una subsidiària totalment sota el control de Philips.
El creixement inicial de PPI es va basar en la seva política d'aliances. A la fi de 1945 es va proposar una fusió amb Decca de Londres, però va ser rebutja per Edward Lewis, l'amo de Decca. (PolyGram finalment va comprar Decca en 1979.)
Al començament de la dècada de 1950, Philips es va fixar l'objectiu de convertir a PPI en la major companyia gravadora d'Europa.
El segon intent d'una fusió/adquisició per part de PPI va ser amb Deutsche Grammophon Gesellschaft (DGG). DGG, que era propietat de Siemens AG, i era coneguda pel seu repertori de música clàssica, i des de 1935 havia estat el llicenciatari alemany de Decca.
Al poc temps de la seva fundació, PPI havia realitzat una aliança amb DGG perquè cada empresa fabriqués els discos de l'altre, coordinant els nous productes i no "robar-se" els artistes entre elles o entrar en baralles comercials per nous artistes. PPI i DGG es van fusionar en 1962.
L'aliança amb DGG no resolia el problema de PPI quant a comptar amb repertoris a Gran Bretanya i Amèrica del Nord. Però en 1951, després que a Columbia li fracassés el seu intent de renovar el seu acord de distribució internacional amb EMI, PPI va acordar distribuir els enregistraments de Columbia fora d'Amèrica del Nord, mentre que Columbia distribuïa els enregistraments de PPI dins d'Amèrica del Nord. Aquest acord es va mantenir fins a 1961, quan Columbia va organitzar la seva pròpia xarxa de distribució a Europa i PPI va començar a realitzar compres a Amèrica del Nord començant per Mercury Records el 1962.
PPI va construir o va comprar fàbriques en altres països. Per a 1962, PPI tenia una gran fàbrica a Baarn i fàbriques a França, Gran Bretanya, Dinamarca, Noruega, Espanya, Itàlia, Egipte, Nigèria i el Brasil.
PPI va tenir un paper destacat en la introducció del disc de llarga durada de vinil a Europa. Columbia va introduir el seu enregistrament de llarga durada en 1948 i Philips va presentar el seu primer Llarga Durada (LP) en una convenció de distribuïdors en 1949. El suport de Philips a la tecnologia dels LPs va ser un factor important en el seu acord entre 1951 i 1961 amb Columbia.

## GPG i PolyGram, 1962-1980
En 1962, PPI i DGG van formar el Gramophon-Philips Group (GPG), amb Philips prenent un 50% de participació en DGG i Siemens una participació del 50% en PPI. En 1972 totes dues companyies es van fusionar de fet formant PolyGram, de la qual Philips i Siemens cadascuna eren propietàries del 50%. En 1977 totes dues organitzacions es van fusionar des d'un punt de vista operacional, integrant els processos d'enregistrament, fabricació, distribució i màrqueting en una única organització.
Els diversos segells d'enregistrament dins de PolyGram van continuar operant en forma separada. PolyGram va atorgar als seus segells una gran autonomia.
GPG necessitava penetrar en els mercats d'Amèrica del Nord i el Regne Unit, i per a això va posar en pràctica una estratègia d'adquisicions: Mercury/Smash/Wing (US) en 1962, RSO (UK) en 1967, MGM Records i Verve (US) en 1972, Casablanca (US) en 1977, Pickwick en 1978, i Decca (UK) en 1980. PolyGram va comprar United Distribution Corporation (UDC) en 1973 i va signar acords de distribució amb MCA i 20th Century Rècords en 1976.
A la fi de la dècada de 1950 i començaments de la dècada de 1960, Philips havia estat treballant en una cinta magnètica amb format nou per a música. El casset de Philips va sortir a la venda en 1962. Era petit, podia emmagatzemar més música que un disc llarga durada i era robust. En 1965 el casset aportava un 3% de les vendes, per a 1968 ja representava el 8% i en 1970 era el 10.6%.
A finals dels anys seixanta i a la dècada dels 70, GPG / PolyGram es va diversificar en producció de pel·lícules, televisió i vídeo domèstic. Els èxits de RSO inclouen Febre del dissabte nit i Grease. El gran èxit de màrqueting de PolyGram durant la crisi de disco va incloure la pel·lícula de Casablanca Thank God It's Friday i la seva banda sonora associada. Durant el boom de la discoteca, la quota de mercat als Estats Units de PolyGram havia passat del 5% al 20%. Això també es pot atribuir a multimilions de vendes de LPs i 45s per The Bee Gees, Donna Summer, The Village People, Andy Gibb, Kool and The Gang i el conjunt de rock Kiss. Durant poc temps, va ser 'empresa gravadora més gran del món.

## Reorganització, 1980-1998
Tanmateix, s'iniciava una crisi. Abans de 1978, amb l'adquisició d'UDC, l'organització de distribució era massa gran i PolyGram estava fent pèrdues. Quan les operacions nord-americanes funcionaven a ple rendiment, PolyGram es va expandir de forma agressiva i pressionaria grans quantitats de registres sense conèixer la demanda. A finals de 1979, el boom de la discoteca va rebentar, deixant la companyia no sols amb una xarxa de distribució infrautilitzada, sinó també amb comandes de productes sobreoptimitzats i etiquetes de luxe. Per exemple, Casablanca va ser notable per la despesa de vehicles de luxe i cocaïna. A partir de 1980, PolyGram va experimentar grans pèrdues. Els documents legals situen les pèrdues totals de l'empresa en un mínim de 220 milions de dòlars americans.
Un altre factor va ser el fracàs massiu de la molt promocionada versió cinematogràfica de "Sgt. Pepper's Lonely Heart's Club Band". La pel·lícula, que van protagonitzar els Bee Gees i Peter Frampton, amb versions dels Beatles d'ells i altres artistes com Aerosmith, Billy Preston, i Earth, Wind & Fire, s'esperava que superés l'èxit de les bandes sonores de Febre del dissabte nit i Grease, degut principalment a la popularitat de les estrelles de la pel·lícula. De fet, la banda sonora LP, basada només en comandes anticipades, va obtenir el triple platí. Tot i això, la pel·lícula es va estrenar amb crítiques crispades i va fracassar ràpidament a la taquilla. Això també va provocar el fracàs de l'LP amb la banda sonora. Al seu torn, els distribuïdors discogràfics van inundar Polygram amb LP retornats, i es va rumorejar que moltes de les devolucions eren còpies usades. Les pèrdues experimentades pel fracàs massiu de la pel·lícula gairebé van esborrar els beneficis que la companyia havia obtingut tant amb Febre del dissabte nit com amb Grease. Quan va caure la discomania el 1979, la sort de la companyia van quedar segellada. El final de la discomania també va suposar una gran davallada en les vendes de discos tant de The Bee Gees com de Village People. La companyia també va experimentar pèrdues per la defecció de Casablanca de Donna Summer a la recent formada Geffen així com per la marxa del segell d'Andy Gibb. alhora que els seus problemes personals amb la cocaïna i l'alcohol van començar a afectar la seva carrera discogràfica. La Summer i The Bee Gees també van tenir disputes legals amb les seves marques, cosa que complicava els problemes.
El 1983, el directiu de Philips, Jan Timmer, va ser nomenat conseller delegat. Va retallar la força de treball de 13.000 a 7.000, va reduir les plantes de LP i de casset de PolyGram de divuit a cinc i va disminuir la dependència de la companyia de superestrelles, estenent el repertori entre diferents gèneres i fomentant el talent nacional i regional. Cap al 1985, PolyGram tornava a ser rendible. El seu conjunt d'etiquetes en aquest moment incloïa: Polydor, Mercury, Wing, Fontana, Vertigo, Londres, FFRR, Casablanca, RSO, De-Lite, Riva, Threshold, Tin Pan, Atlanta Artists i Total Experience.
El 1982, Polygram va comprar 20th Century Fox Records a un Rupert Murdoch que havia adquirit recentment tota la 20th Century Fox i no estava interessat a mantenir la companyia discogràfica. Els actius de l'antiga 20th Century Fox Records es van consolidar amb el segell Casablanca de la companyia.
Després que un intent de fusió amb  arner Music fracassés, Philips va comprar el 40% de PolyGram a Siemens i el 1987 el 10% restant.
El disc compacte, inventat per Philips i Sony, va ajudar molt a augmentar les vendes i la quota de mercat de l'empresa. La força de PolyGram en la música clàssica va ajudar molt, ja que molts dels primers CDs van ser amants de la música clàssica. Les vendes totals de CDs dels Estats Units van ser d'1 milió el 1983, 334 milions el 1990 i 943 milions el 2000. Les vendes totals del Regne Unit van ser de 300.000 el 1983, 51 milions el 1990 i 202 milions el 2000. El CD va augmentar el marge de benefici de PolyGram del 4-6% a mitjans dels anys 1980 al 7-9% a principis dels anys 90. Els vídeos també van ser distribuïts per PolyGram Video.
El 1989, Philips va flotar el 16% de PolyGram a la borsa d'Amsterdam, valorant tota la companyia en 5.600 milions de dòlars. PolyGram va iniciar un nou programa d'adquisicions, incloent  A&M i Island Records el 1989, la companyia sueca Polar Music que tenia els drets sobre el catàleg d'ABBA, Motown el 1993, Def Jam el 1994 i Rodven (Veneçuela) el 1995.
El 1998, Philips va vendre PolyGram a Seagram i es va fusionar en Universal Music Group.